# Nugaal
Nugaal (somali: Nugaal; àrab: نوغال, Nūḡāl) és una regió administrativa (gobolka) de Somàlia. La seva capital és Garoowe o Garowe. Limita a l'oest amb Etiòpia i la regió somali de Sool; al nord amb la regió de Bari; al sud amb la regió de Mudug; i a l'est amb l'oceà Índic.
El principal gran clan és el dels majeerteen. Sobre el territori reclama jurisdicció el govern de l'estat de Puntland. La població s'estima en uns 125.000 habitants i la superfície en 50 000 km².
Està dividit en cinc districtes:
- Eyl
- Burtinle
- Dangorayo
- Qarxis
- Garoowe

## Història
El Nugal històric està situat a cavall entre l'antic protectorat britànic de Somàlia i l'antiga Somàlia Italiana, entre els sultanats d'Hobyo i Majeerteen. Geogràficament es determina per la vall del Nugaal, formada pels rius Nugaal i Dheer, que només porten aigua al temps de pluja (abril a juny). En aquesta zona, a la part britànica va tenir la seva seu la major part del temps el Mad Mullah, en rebel·lió del 1889 al 1904.
Un tractat el març de 1905 entre italians i britànics va assignar el territori al Mad Mullah com estat dels Dervixos. El 1909 Mad Mullah es va tornar a rebel·lar proclamat la guerra santa contra els colonialistes, i va dominar el Nugaal i l'interior de la Somàlia Britànica fins al 1920.
La regió fou creada pel règim de Siad Barre el 1982. La part del Nugaal històric que formà part de la Somàlia Britànica, va esdevenir part de la república de Somaliland el 1991, però el 2004 fou ocupat per forces de Puntland que ja constrolava la resta del Nugaal.